# Cessna 408 SkyCourier
El Cessna 408 SkyCourier es un avión utilitario estadounidense diseñado y construido por Textron Aviation. Se lanzó el 28 de noviembre de 2017, con un pedido de 50 de FedEx Express, con el avión diseñado para las necesidades de su servicio FedEx Feeder. Realizó su primer vuelo el 17 de mayo de 2020 y obtuvo la certificación de tipo el 11 de marzo de 2022. FedEx recibió el primer modelo de producción el 9 de mayo de 2022.
El SkyCourier es un avión biturbohélice de ala alta, disponible con capacidad para 19 pasajeros o en una variante de carga con capacidad para tres LD3. El diseño no presurizado está construido en aluminio y está equipado con motores Pratt & Whitney Canada PT6A y tren de aterrizaje fijo . El avión MTOW de 19.000 lb (8.600 kg) puede volar hasta 210 nudos (390 km/h), con un alcance de 386 nmi (715 km) con 19 pasajeros.